# Alagoasa aurora
Alagoasa aurora es un coleóptero de la familia Chrysomelidae.
Fue descrita científicamente por primera vez en 2004 por Duckett & Daza.